# Eulogie
Eulogie, du grec ancien « εὐλογία » (« louange », « éloge ») composé des mots logia (« paroles ») et eu (« bien [sur quelqu'un] », soit littéralement « dire du bien », est une bénédiction, eucharistie ou formule d'action de grâce. Une eulogie est ainsi une formule, une phrase de bénédiction ou de louange prononcée après un nom ou une prière dans plusieurs religions.
Cet article en aborde quelques-unes et traite d'objets qui portent ce nom parce qu'ils ont été en contact avec le sacré.

## Origine du mot

### Grèce antique
Anatole Bailly indique que « eulogie » vient du grec ancien εὐλογία, au sens de « bon langage » d'où viennent trois traductions :  1) « langage agréable, beau », 2) « langage honnête et raisonnable », 3) « langage bienveillant ». Ce dernier sens se trouve par exemple chez Pindare, Euripide, Thucydide et Platon. 

### Christianisme
À cela viennent s'ajouter dans la Septante les sens suivants : a) « bénédiction » et de là b) « bienfait », sens que l'on trouve dans l'Ancien Testament (plus ou moins l'équivalent de la Bible hébraïque) mais aussi dans le Nouveau Testament. Dans ce même livre, le sens du mot va passer de « bienfait » à « don », dans la Deuxième épître aux Corinthiens, 9:5 : προκαταρτίσωσιν τὴν προεπηγγελμένην εὐλογίαν ὑμῶν (prokatartisosin tèn proéopèngelménon eulogian humon), c'est-à-dire, littéralement, « ils préparent d'avance la promise bénédiction de vous »,.
Toutefois, selon le théologien et homme d'église Arthur Barnes (en), ce sens vient probablement de la Première épître aux Corinthiens, 10:16 : Τὸ ποτήριον τῆς εὐλογίας ὃ εὐλογοῦμεν (to poterion tes eulogias ho eulogoumen), c'est-à-dire, littéralement, « la coupe de la bénédiction que nous bénissons »,.

## Proche-Orient
On trouve dans différentes religions l'idée de dire du bien sur une personne ou sur Dieu.

### Égypte antique
Le nom des pharaons était suivi d'une eulogie, par exemple : « qu'il soit vivant à jamais » .

### Judaïsme
Dans le judaïsme, le culte consiste à lire des textes de la Bible et à réciter des prières. Ces prières débutent et se terminent par l'eulogie « Béni sois-tu, Adonaï, notre Dieu »

### Islam
Les musulmans ont l'habitude, à chaque fois qu'ils prononcent le nom de leur dernier prophète (« Muḥammad »), de le faire suivre par une eulogie — appelée taṣliya ou encore la prière sur le prophète, en arabe : ّالصَلاةُ عَلى النَبِي (aṣ-ṣalātu ʿala-n-nabī) : « que le salut et la bénédiction de Allah soient sur lui [sc. le prophète] », en arabe : صَلَّى ٱللَّٰهُ عَلَيْهِ وَآلِهِ وَسَلَّمَ (ṣallā -l-lāhu ʿalay-hī wa-sallam), ou parfois par une formule dans laquelle on ajoute la famille de Mahomet: « que le salut et la bénédiction de Dieu soient sur lui et sur sa famille ». La mention du nom des autres prophètes de l'islam est aussi traditionnellement suivie d'une eulogie, mais simplifiée : en général, « que la paix (ou le salut) soit sur lui » (arabe : عَلَيْهِ ٱلسَّلَامُ (`alay-hi as-salām)).

## Christianisme
La Conférence des évêques de France définit ainsi l'eulogie: « Formule de bénédiction ou de louange. Ce mot indique aussi un objet béni ramené en souvenir d’un lieu de pèlerinage. Dans l’Ancien Orient chrétien il représentait l’Eucharistie mais aujourd’hui, ne désigne plus que le pain bénit non consacré distribué aux assistants à la fin de la messe. »
Les eulogies sont des pains non consacrés (en particulier dans le catholicisme, au cours de la consécration durant l'eucharistie), mais bénis par le prêtre que l'on distribue aux participants à la fin de la messe,. Autrefois, on appelait également eulogies des miettes du pain consacré lors de l'eucharistie (dans ce sens, le mot eulogies est toujours au pluriel[réf. nécessaire]). Il peut encore s'agir d'offrandes de pain bénit chez les catholiques (des gâteaux que les fidèles portaient à l'église pour les faire bénir) ;

### Eulogie et pèlerinage
Au cours des premiers siècles du christianisme déjà, les pèlerinages sont des déplacements vers un lieu saint qui permettent de participer à la sainteté dudit lieu. En général, le pèlerin souhaite ramener un objet imprégné de cette sainteté: un fragment de la relique qui fait l'objet du pèlerinage ou, le plus souvent, un objet lié d'une manière ou d'une autre à cette relique, ce que l'on appelle une « eulogie », c'est-à-dire, selon l'expression de Pierre Maraval des reliques secondaires. Il peut s'agir d'objets ayant été en contact avec la relique (par exemple un vêtement, un collier ou un bracelet afin, dit Sévère d'Antioche, « qu'ils aient et reçoivent leur part et leur bénédiction de sainteté du saint ». Ces objets tirent leur valeur et leur qualité de la personne qui les donne ou de leur lieu d'origine. Pendant longtemps, il s'agira aussi des choses de moines vivant dans des lieux eux-mêmes saints (Sinaï, Mont Nebo...), ce dont témoigne au IVe siècle la pèlerine Égérie: il peut s'agir d'un peu de nourriture ou d'objets fabriqués par les moines.

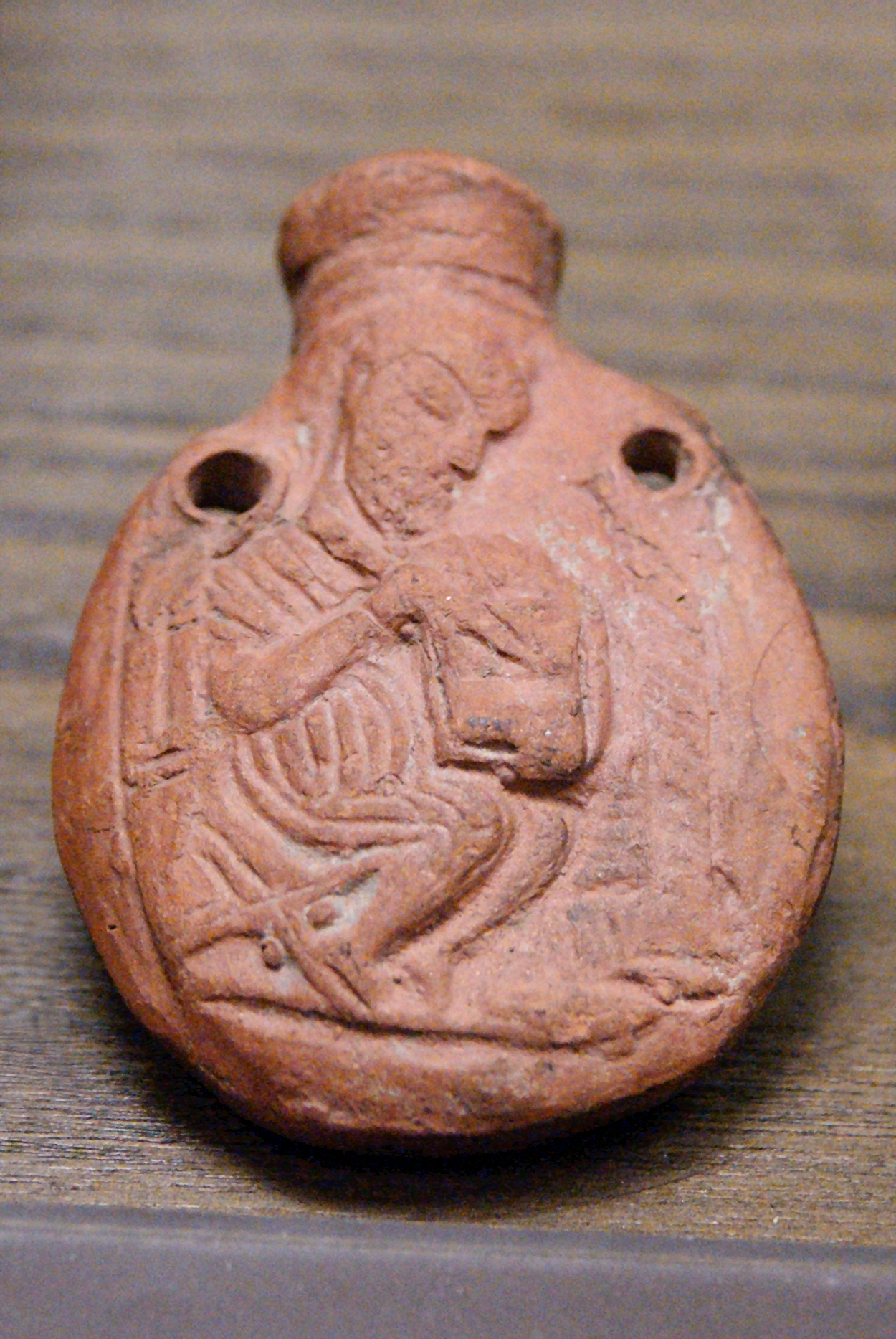
Ampoule à eulogie représentant un évangéliste, probablement Jean. Éphèse, VIe siècle. Musée du Louvre.

Avec le développement des pèlerinages, les moines et le clergé liés à un lieu saint ont commencé à produire des objets que l'on pouvait facilement distribuer. Parmi les plus fréquents, de l'huile sainte, provenant des lampes du sanctuaire ou que l'on a fait couler sur les reliques — mais il peut aussi s'agir d'huile exsudant des reliques elles-mêmes, et elles sont bien sûr particulièrement précieuse. Ce peut être de l'eau, soit de l'eau bénite, soit de l'eau de la fontaine du lieu saint ou encore d'un fleuve comme le Jourdain. On distribue aussi la poussière qui se trouvait proche de la relique, ou encore de la cire des cierges. Toutefois, ces eulogies peuvent aussi être des faux, comme l'indiquent des textes, par exemple la Chronique de Michel le Syrien qui évoque le cas de faussaires.

#### Ampoules à eulogie
Dans certains cas, on pouvait aussi voir se développer une petite industrie de l'eulogie, comme par exemple à proximité du tombeau de saint Ménas, à Abou Mena, en Égypte. On fabriquait en effet de petites fioles en terre cuite, ressemblant à des gourdes plates et appelées « ampoules à eulogie » destinées à recevoir l'huile ou l'eau bénites et à l'emporter avec soi. Pareille activité se retrouve en Palestine (où les ampoules pouvaient aussi être en verre), mais aussi en Syrie, en particulier dans le sanctuaire qui s'était développé autour du culte de Siméon le Stylite. Ces objets apparaissent au  IVe siècle et perdurent jusqu’au XIIe siècle. On en a retrouvé jusqu'en France.